# Sea Island
Sea Island är en ö i Kanada.   Den ligger i provinsen British Columbia, i den sydvästra delen av landet, 3 500 km väster om huvudstaden Ottawa.
Runt Sea Island är det i huvudsak tätbebyggt. Runt Sea Island är det mycket tätbefolkat, med 1 313 invånare per kvadratkilometer.